# 라시 J 메일리
라시 J 메일리(Laci J. Mailey, 1990년 11월 15일 ~ )는 캐나다의 영화배우, 텔레비전 배우이다.
밴쿠버에서 태어났다.

## 방송
수퍼내추럴 시즌 11
- 로메오 섹션 시즌2
- 폴링 스카이 시즌4
- 폴링 스카이 시즌3
- 폴링 스카이 시즌2

## 영화
- 로메오 섹션 시즌2 (2016년)
- 데이트 앤 스위치 (2014년)
- 이블 피드 (2013년) - 젠나 역
- 폴링 스카이 시즌2 (2012년)
- 스로 어웨이 피플 (2012년) - 투모로우 역